# Unia Europejskich Demokratów

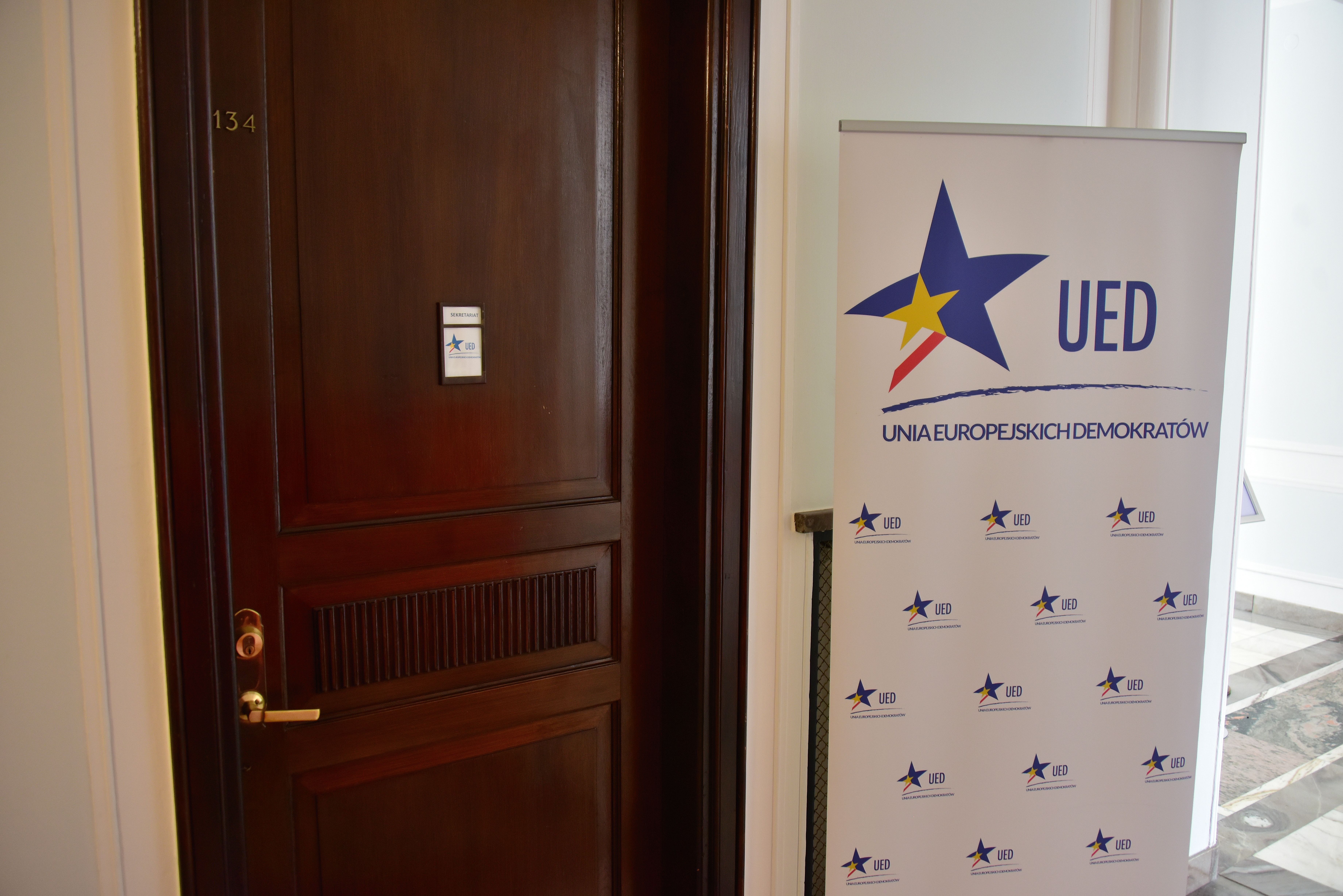
Sekretariat UED w Sejmie (2018)

Unia Europejskich Demokratów (UED) – polska centrowa partia polityczna, powstała 12 listopada 2016 w wyniku połączenia Partii Demokratycznej – demokraci.pl ze strukturami stowarzyszenia Europejscy Demokraci. Odwołuje się do tradycji Unii Demokratycznej i Unii Wolności, których jest spadkobierczynią. UED silnie akcentuje przywiązanie do wartości Unii Europejskiej.
Ugrupowanie podjęło bliską współpracę ze Stronnictwem Demokratycznym i z Polskim Stronnictwem Ludowym (z którym współtworzyło Koalicję Polską i Trzecią Drogę). Partia stała się znaczącym podmiotem koalicji Wolność Równość Demokracja, skupionej wokół Komitetu Obrony Demokracji (szefowa partii Elżbieta Bińczycka początkowo była przewodniczącą komitetu koordynacyjnego WRD, a zastąpił ją szef rady politycznej UED Janusz Onyszkiewicz).

## Historia
12 listopada 2016, podczas kongresu nadzwyczajnego pozaparlamentarnej Partii Demokratycznej, doszło do połączenia jej struktur ze strukturami powstającego stowarzyszenia Europejscy Demokraci, skupionego wokół czteroosobowego koła poselskiego o tej nazwie (zrzeszającego byłych posłów Platformy Obywatelskiej), do czego doszło formalnie poprzez zmianę nazwy PD, do której przystąpili działacze ED (na czele z Jackiem Protasiewiczem). Na czele UED stanęła dotychczasowa przewodnicząca PD Elżbieta Bińczycka, a Jacek Protasiewicz został jej I wiceprzewodniczącym. Pozostałymi wiceprzewodniczącymi zostali będący nimi do tej pory w PD Włodzimierz Magdziarz, Anna Sporyszkiewicz i Kazimierz Wóycicki. Szefem rady politycznej został Janusz Onyszkiewicz (także pełniący tę funkcję uprzednio w PD). Na kongresie spośród gości przemawiali były prezydent Lech Wałęsa i ówczesny przewodniczący KOD Mateusz Kijowski (ponadto odczytano listy od byłych prezydentów Bronisława Komorowskiego i Aleksandra Kwaśniewskiego). 9 grudnia 2017 odbył się kolejny kongres UED, na którym Elżbieta Bińczycka utrzymała przewodnictwo w partii. Włodzimierz Magdziarz i Kazimierz Wóycicki przestali pełnić funkcje wiceprzewodniczących.
22 stycznia 2018 poseł Michał Kamiński przystąpił do klubu Polskiego Stronnictwa Ludowego, by mógł on posiadać potrzebną do istnienia liczbę parlamentarzystów. Liderzy PSL i UED zadeklarowali jednocześnie chęć powołania wspólnego klubu federacyjnego. Pięć dni później rada krajowa UED potwierdziła chęć współtworzenia przez partię tegoż klubu poselskiego. Klub PSL-UED powstał 8 lutego. Jacek Protasiewicz został jego I wiceprzewodniczącym, a w prezydium zasiadł także Michał Kamiński. 13 grudnia tego samego roku Jacek Protasiewicz na mocy porozumienia pomiędzy trzema partiami opuścił klub PSL-UED, dołączając do posłów Nowoczesnej, by mogła ona reaktywować klub poselski.
W wyborach samorządowych w 2018 kandydaci UED wystartowali z różnych list. Do sejmików w województwie śląskim z ramienia SLD Lewica Razem, w świętokrzyskim z list Koalicji Obywatelskiej, a w dolnośląskim z ramienia komitetu Z Dutkiewiczem dla Dolnego Śląska (z listy tej mandat uzyskał dotychczasowy poseł Stanisław Huskowski). Na niższym szczeblu przedstawiciele UED startowali z list KO, PSL, SLD LR bądź komitetów lokalnych; komitet UED wystawił jedynie kandydata na radnego gminnego. W 2019 Stanisław Huskowski współtworzył w sejmiku dolnośląskim (wraz z radnymi Nowoczesnej i drugim radnym z listy ZDdDŚ) klub radnych Nowoczesna Plus (w 2022 przekształcony w klub stowarzyszenia Nowa Nadzieja, od 2023 Nowa PL).
Przed wyborami do Parlamentu Europejskiego w 2019 UED przystąpiła do Koalicji Europejskiej, którą powołały PO, PSL, Nowoczesna, Sojusz Lewicy Demokratycznej i Partia Zieloni. Przewodnicząca UED Elżbieta Bińczycka znalazła się na 9. miejscu listy KE w okręgu małopolsko-świętokrzyskim, jako kandydatka wskazana przez PSL. Otrzymała 6540 głosów, nie uzyskując mandatu.
12 czerwca 2019 mandat poselski objął wybrany z listy PO Michał Mazowiecki (który już po wyborach przystąpił do PD), zastępując wybraną do Europarlamentu Ewę Kopacz. Tego samego dnia Jacek Protasiewicz powrócił do klubu PSL-UED, w wyniku decyzji o rozwiązaniu klubu Nowoczesnej.
Na przełomie czerwca i lipca 2019 zarząd UED opowiedział się za uczestnictwem w budowanym wokół PSL projekcie Koalicja Polska; 4 lipca nazwę PSL-Koalicja Polska przyjął dotychczasowy klub parlamentarny PSL-UED, poszerzony o nowych posłów. W wyborach parlamentarnych w tym samym roku, do których Koalicja Polska (poszerzona m.in. o Kukiz’15 i SD) przystąpiła jako komitet wyborczy PSL, liderzy UED zostali liderami list do Sejmu w dwóch okręgach – Elżbieta Bińczycka w łódzkim, a Jacek Protasiewicz we wrocławskim. Kandydatem do Senatu został Michał Kamiński. Wszyscy kandydaci UED uzyskali w wyborach do Sejmu łącznie 29 832 głosy (0,16% w skali kraju). Jacek Protasiewicz uzyskał mandat poselski, a Michał Kamiński mandat senatorski. W Sejmie IX i Senacie X kadencji, Jacek Protasiewicz został jednym z wiceprzewodniczących klubu parlamentarnego Koalicja Polska – PSL-Kukiz15. Michał Kamiński objął zaś stanowisko wicemarszałka Senatu. Elżbieta Bińczycka została natomiast wiceprzewodniczącą nowo powołanej Rady Koalicji Polskiej.
W wyborach prezydenckich w 2020 UED wspólnie z resztą Koalicji Polskiej (już bez udziału SD) popierała kandydaturę szefa jej klubu parlamentarnego, prezesa PSL Władysława Kosiniaka-Kamysza, który zajął 5. miejsce. W II turze UED udzieliła poparcia Rafałowi Trzaskowskiemu z PO i KO. W listopadzie tego samego roku Kukiz’15 został wykluczony z KP, w związku z czym klub poselski przyjął nazwę KP – PSL, UED, Konserwatyści (ostatnie z wymienionych w nazwie środowisk w 2022 powołało partię Centrum dla Polski; w 2023 do klubu dołączyli również posłowie Porozumienia, którzy wkrótce wystąpili z tej partii).
W wyborach parlamentarnych w 2023 działacze UED, jako partii uczestniczącej w KP, zostali kandydatami z puli PSL w ramach koalicji Trzecia Droga, tworzonej przez PSL i Polskę 2050. Michał Kamiński ponownie został kandydatem do Senatu, ponadto partia wystawiła czterech kandydatów do Sejmu, w tym ubiegającego się o reelekcję Jacka Protasiewicza. W wyniku wyborów partia nie uzyskała mandatów w Sejmie, zaś Michał Kamiński uzyskał reelekcję do Senatu. W Senacie XI kadencji zasiadł w klubie TD i utrzymał stanowisko wicemarszałka. Jacek Protasiewicz od stycznia do kwietnia 2024 zajmował stanowisko II wicewojewody dolnośląskiego. W wyborach samorządowych w tym samym roku bez powodzenia kandydował z listy TD do sejmiku, podobnie jak ubiegający się o reelekcję Stanisław Huskowski. Także bezskutecznie na radną Sosnowca startowała z listy KWW Platformy i Lewicy wiceszefowa UED Anna Sporyszkiewicz, jak również do rady Wrocławia z listy TD m.in. Wioletta Susmanek (była radna sejmiku dolnośląskiego). Następnie w wyborach do Parlamentu Europejskiego Michał Kamiński otwierał listę TD w okręgu lubusko-zachodniopomorskim, otrzymując 19 490 głosów i nie zdobywając mandatu.
Na kongresie 22 czerwca 2024 Elżbieta Bińczycka ponownie została wybrana na przewodniczącą partii. Wiceprzewodniczącymi w miejsce Jacka Protasiewicza i Anny Sporyszkiewicz (która została sekretarz generalną) zostali Michał Kamiński i Tomasz Sakowski.
W wyborach prezydenckich w 2025 UED udzieliła poparcia kandydatowi KO, Rafałowi Trzaskowskiemu z PO. Jedyny parlamentarzysta partii Michał Kamiński poparł jednak w I turze kandydata TD, przewodniczącego Polski 2050 Szymona Hołownię.

## Program
W deklaracji programowej UED deklaruje obronę instytucji kontroli demokratycznej (m.in. TK) i jakości demokracji, zagrożonymi jej zdaniem poprzez działania rządu Prawa i Sprawiedliwości. Za wielce istotne uważa zakorzenienie Polski w strukturach UE i NATO. Wiąże z nimi bezpieczeństwo kraju, a zagrożenie widzi w polityce prowadzonej przez Rosję. Opowiada się też za stopniowym przekształcaniem UE w federację. Partia opowiada się za społeczną gospodarką rynkową oraz za uproszczeniem systemu podatkowego, uruchomieniem programu mieszkaniowego „Własny Kąt”, a także wspieraniem rozwoju małych i średnich przedsiębiorstw oraz ulgami dla podmiotów gospodarczych. Kładzie też nacisk na kwestie szacunku dla przyrody, transformacji energetycznej, służby zdrowia oraz na rozdział Kościoła od państwa. Opowiada się za wprowadzeniem rejestrowanych związków partnerskich. W dziedzinie edukacji ugrupowanie postuluje poprawę warunków materialnych szkół oraz opowiada się za ich znaczną autonomią programową i metodyczną, a także za innowacyjnością oraz m.in. za obowiązkiem szkolnym sześciolatków. Partia proponuje szereg zmian dotyczących wymiaru sprawiedliwości, jak również szkolnictwa wyższego oraz wsparcie rozwoju kultury i jej upowszechnianie. Opowiada się za decentralizacją państwa i zwiększaniem roli samorządu. Docenia rolę trzeciego sektora.

## Struktura i działacze
Władze krajowe partii składają się z Zarządu Krajowego, Rady Politycznej oraz Rady Krajowej. Lokalnymi jednostkami organizacyjnymi, które grupują członków i umożliwiają im działanie w ramach partii, są koła, wchodzące następnie w skład regionów. Zarządy wszystkich ciał są wybierane w sposób demokratyczny przez wszystkich członków (w przypadku kół), bądź też ich delegatów (w przypadku regionów bądź stopnia krajowego). Władze krajowe partii wybierane są na kongresie krajowym.

### Zarząd Krajowy
Przewodnicząca:
- Elżbieta Bińczycka

Wiceprzewodniczący:
- Michał Kamiński
- Tomasz Sakowski

Sekretarz generalna:
- Anna Sporyszkiewicz

Skarbnik:
- Katarzyna Such

Pozostali członkowie:
- Bartłomiej Jarosz
- Mikołaj Mieszkalski

### Przewodniczący Rady Politycznej
- Janusz Onyszkiewicz

### Senator XI kadencji
- Michał Kamiński – wicemarszałek Senatu, okręg pruszkowski, klub Trzecia Droga, wybrany z ramienia TD

### Poseł na Sejm IX kadencji
- Jacek Protasiewicz, okręg Wrocław, klub Koalicja Polska – PSL, UED, Konserwatyści, wybrany z listy Polskiego Stronnictwa Ludowego

### Senator X kadencji
- Michał Kamiński – wicemarszałek Senatu, okręg pruszkowski, koło Koalicja Polska – PSL, wybrany z ramienia Polskiego Stronnictwa Ludowego

### Posłowie na Sejm VIII kadencji
- Stanisław Huskowski, okręg Legnica – do 25 października 2018, wybrany do sejmiku województwa dolnośląskiego
- Michał Kamiński, okręg Warszawa II
- Michał Mazowiecki, okręg Warszawa I – od 12 czerwca 2019, objął mandat za Ewę Kopacz
- Stefan Niesiołowski, okręg Zielona Góra
- Jacek Protasiewicz, okręg Wrocław

Wszyscy posłowie UED zostali wybrani z list Platformy Obywatelskiej i pod koniec kadencji zasiadali w klubie PSL – Koalicja Polska (Stanisław Huskowski pod koniec pełnienia mandatu był członkiem klubu PSL-UED).

## Organizacja młodzieżowa
W 2016 powołano młodzieżówkę UED pod nazwą EuroMłodzi, na czele której stała Klaudia Klimek (sekretarz stowarzyszenia ED). W 2017 jej działalność zamarła, a w 2020 powołano nową organizację Młoda Unia, której szefem został Marcin Kruszewski (w przeszłości działacz młodzieżówki KNP). 3 listopada 2021 ogłosiła ona jednak zakończenie współpracy z UED. W lutym 2022 powołano nową młodzieżówkę partii Europa Młodych. Na jej czele stanęła rzeczniczka UED Daria Brzezicka, która jednak w październiku 2023 wystąpiła z partii.